# 小澤財閥
小澤財閥（おざわざいばつ）は、新潟県にかつて存在した地方財閥の一つで、新潟三大財閥（斎藤喜十郎財閥、鍵冨三作財閥、新潟白勢財閥）に次ぐ規模を誇った。

## 歴史
小澤財閥は、江戸時代後期から新潟で活躍していた豪商の家系で、近郷から新潟へ米穀類などを売りに来る農民の宿屋の経営のほかに、米穀商や搗き米屋などへ米を売るのを仲介し口銭を得る在宿（在郷宿）や米穀商を営み、莫大な富を手に入れた。明治時代の初めには回船問屋となり、その後、運送・倉庫業・回米問屋・地主経営・石油商など様々な事業に進出し、新潟三大財閥に次ぐ地方財閥へと成長を遂げた。
また、初代七三郎は区会議員・市会議員を務め、その後の歴代当主も政財界の要職で活躍し、新潟を代表する名家となったが、第二次世界大戦後、GHQ（連合国軍最高司令官総司令部）による財閥解体の指令により解体された。
本家の住宅及び建造物7棟は現存しており、2002年（平成14年）に小澤家から新潟市へ敷地及び建造物が寄贈、旧小澤家住宅として2008年（平成18年）8月24日に新潟市指定有形文化財に指定された。